# Quantanthura pacifica
Quantanthura pacifica är en kräftdjursart som beskrevs av Johann-Wolfgang Wägele 1985. Quantanthura pacifica ingår i släktet Quantanthura och familjen Anthuridae.
Artens utbredningsområde är havet kring Nya Zeeland. Inga underarter finns listade i Catalogue of Life.